# 하마유호

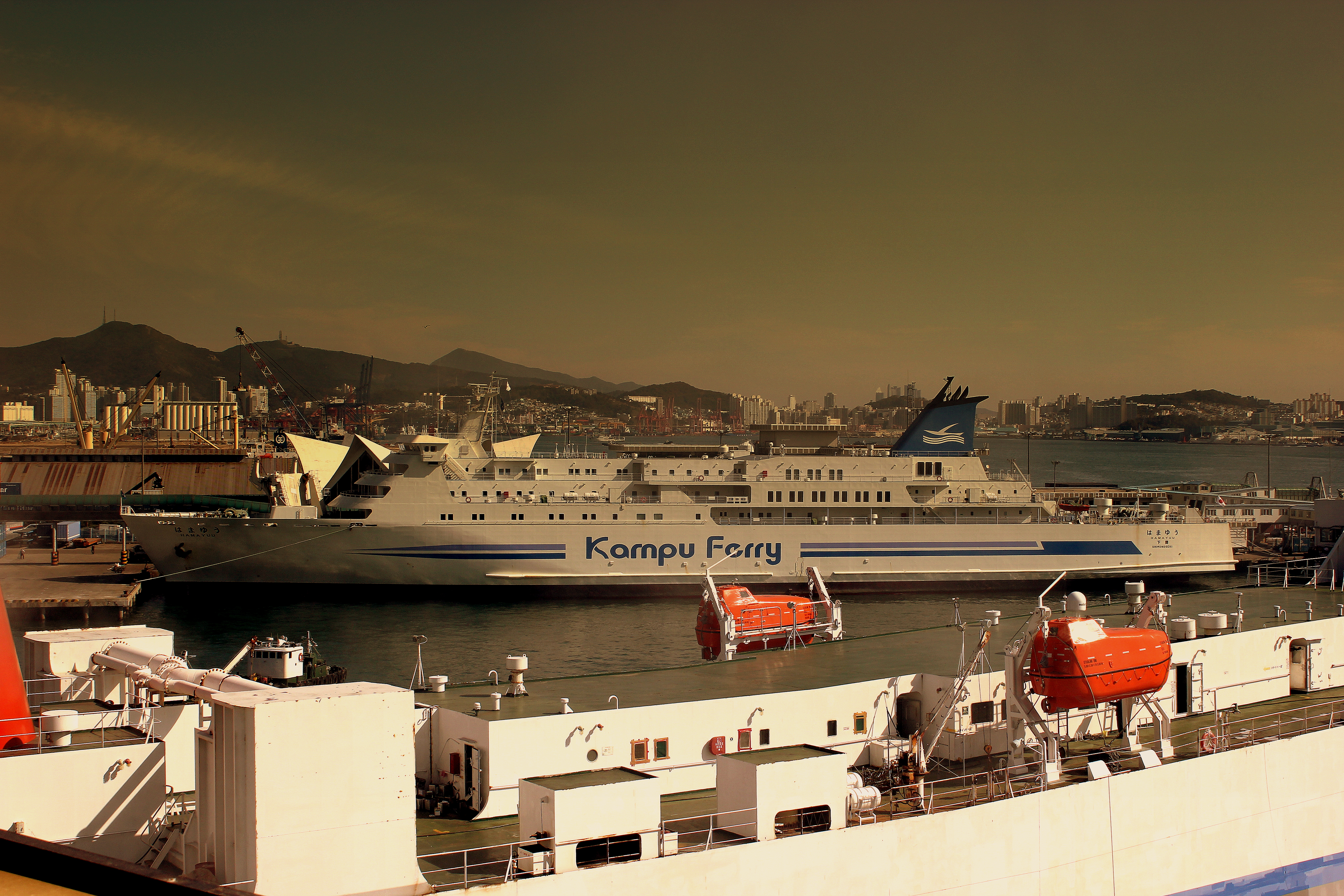
부산항에 접안하고 있는 하마유호. 배경상 봐도 부산의 아름답고 강렬한 석양이 매우 인상적인 느낌이 있다.

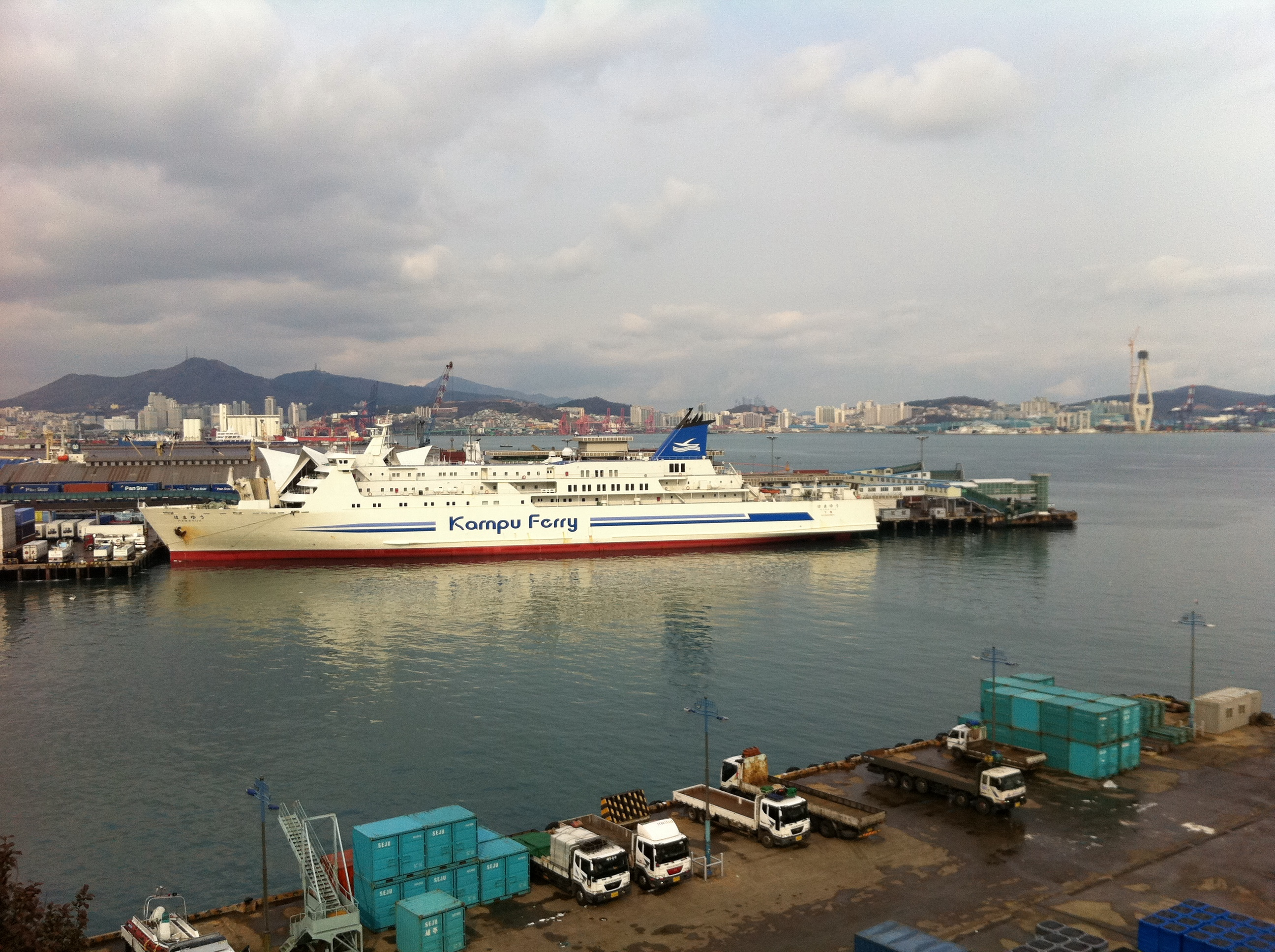
부산항여객터미널에 정박하고 있는 하마유호

하마유호(일본어: はまゆう)는 관부 훼리에서 운항하고 있는 연락선이다. 그러나 이 연락선은 부산항여객터미널과 시모노세키항을 서로 오가면서 운항하고 있으며, 이 배의 이름은 수선화과에 속하고 있는 여러해살이 식물인 문주란(ハマユウ)이라는 일본어의 이름에서 유래되어 온 것으로 드러나고 있다. 그리고 1998년 기공 및 진수, 동년 8월 26일에 준공되었고 2일 후인 8월 28일 시모노세키와 부산을 오가면서 처음으로 운항하였다. 자매 선박은 성희호이다. 총 톤수는 일본 국내 기준 7,747톤, 국제 규격상 16,187톤, 전장 162m, 전폭 23.6m, 내연 기관 방식은 디젤, 주요 기관은 다이하쓰 디젤의 8DLM-40A 2기를 보유하고 있으며, 추진기 역시 2축으로 구성되어 있다. 출력 12,000마력, 최대 속력 시속 18노트, 여객 정원 500명, 적재 능력 컨테이너 140 TEU, 차량 적재 가능 한도 9m 짜리 트럭 82대, 승용차 30대 등으로 이루어져 있다.

## 개요
제17 한큐의 대선으로, 미쓰비시 중공업 시모노세키 조선소에서 건조하였으며, 1998년 8월 28일 정식으로 취항하였다.

### 항로
관부 항로
- 시모노세키항 (시모노세키 국제여객터미널) - 부산항여객터미널 (부산항국제여객터미널)

다만, 부관훼리의 성희호도 역시 1일 1회 운항하며, 이는 교대 방식으로 운항하게 된다.

## 설계
하마유호의 선체는 대체적으로 보면 2층의 전통 갑판을 가진 구조를 이루고 있는 7층 구조로, 최하층에서 차례차례 이어지는 1~7번의 데크로 명명된 상태이며, 3~4번 데크가 전통 갑판인 것으로 보인다. 다만, 7번 데크는 주로 조타실을 운용하고 있고, 4~6번 데크는 여객 및 일반 승무원 구역을, 2번 도크는 승용차 전용 도크를, 3번 도크는 트럭 전문 차량 탑재 구역을, 1~2번 데크의 선미 부분은 기관실로 구성되어 있다. 그 외에도 다목적 화장실, 휠체어 대응 엘리베이터 등을 모두 갖추어져 있어, 배리어프리를 배려하기 위해 설계되어 있다.

## 선내

### 선실
- 스위트룸 : 2인실*2실, 정원은 4명, 전용 테라스, 욕실, 샤워, 화장실, 세면실, TV, 라디오, 냉장고, 구내전화, 헤어드라이어 등을 구비.
- 디럭스룸 : 2인실*8실, 정원은 16명, 욕실, 샤워, 화장실, 세면실, TV, 라디오, 냉장고, 구내 전화, 헤어드라이어 등을 구비.
- 1등 화실 : 4인실*10실, 정원은 40명, 샤워, 화장실, 세면실, TV, 라디오, 구내 전화 등을 구비.[3]
- 1등 양실 : 2인실*26실 및 4인실*12실, 정원은 100명, 2단 침대를 필두로 하여 샤워, 화장실, 세면실, TV, 라디오, 구내 전화 등을 구비.
- 2등 양실 : 302명의 정원으로 수용 가능하나, 특이한 부분은 없다. 다만 TV와 락커는 기본으로 설계되어 있으며, 그 외에도 베개, 모포, 매트 등도 구성됨.

### 부대 시설
- 면세점
- 흡연실
- 안내데스크
- 대욕장
- 자동 판매기
- 노래방
- 오락실
- 레스토랑
- 그릴
- 휴게실
- 멀티홀

## 비고
보유하고 있는 원화는 환전 교환기를 통해 일본 엔으로 바꿀 수 있다. 원-엔 환율은 대체적으로 보면 100원을 기준으로 약 10엔이 되기 때문에, 원화를 선내에서 사용될 수 없어 엔화를 교환하지 못한 외국인의 배려를 위해 별도로 서비스되어 있는 것으로 드러나고 있다. 다만, 자매 선박인 성희호는 하마유호와 달리 원화, 엔화 모두 병용하여 사용 가능하다. 한국 사람들이 일본으로 출장, 여행 등을 갔다 온 뒤 한국으로 귀국하게 될 때 비행기 대신 배로 귀국하는 것이 희망하게 된다면, 일본 엔의 처분하기가 최적화되어 있다. 일본 100엔 주화의 가치는 1000원 지폐 1장 분량과 거의 상당하기 때문에, 1엔은 10원과 동급이니까, 남은 엔화를 처분하고 싶을 때에는 성희호가 불리한 조건을 가지고 있지만 하마유호가 더 경제적이다.

## 자매 선박
- 성희호